# Kulti
Kulti är en stad i den indiska delstaten Västbengalen och är belägen i distriktet Barddhaman. Staden, Kulti Municipality, ingår i Asansols storstadsområde och hade 313 809 invånare vid folkräkningen 2011.